# Maple Heights
Maple Heights és una població dels Estats Units a l'estat d'Ohio. Segons el cens del 2000 tenia 26.156 habitants.

## Demografia
Segons el cens del 2000, Maple Heights tenia 26.156 habitants, 10.489 habitatges, i 6.964 famílies. La densitat de població era de 1.945,8 habitants/km².
Dels 10.489 habitatges en un 30,9% hi vivien nens de menys de 18 anys, en un 45,2% hi vivien parelles casades, en un 17% dones solteres, i en un 33,6% no eren unitats familiars. En el 29,9% dels habitatges hi vivien persones soles el 12,5% de les quals corresponia a persones de 65 anys o més que vivien soles. El nombre mitjà de persones vivint en cada habitatge era de 2,47 i el nombre mitjà de persones que vivien en cada família era de 3,08.
Per edats la població es repartia de la següent manera: un 25,7% tenia menys de 18 anys, un 6,7% entre 18 i 24, un 30,9% entre 25 i 44, un 20,1% de 45 a 60 i un 16,5% 65 anys o més.
L'edat mediana era de 37 anys. Per cada 100 dones de 18 o més anys hi havia 82,7 homes.
La renda mediana per habitatge era de 40.414 $ i la renda mediana per família de 48.580 $. Els homes tenien una renda mediana de 35.268 $ mentre que les dones 28.023 $. La renda per capita de la població era de 18.676 $. Aproximadament el 4,7% de les famílies i el 5,9% de la població estaven per davall del llindar de pobresa.

## Poblacions més properes
El següent diagrama mostra les poblacions més properes.

## Naixements destacats
- Mary Oliver (1935 - 2019), poetessa.